# Haley Tju
Haley Alexandra Tju (Sur de California; 15 de febrero de 2001)es una actriz estadounidense. Ella es conocida por su papel de Pepper en la serie original de Nickelodeon Bella and the Bulldogs,y así como Marcy Wu en la serie animada de Disney Channel, Amphibia.

## Primeros años
Tju nació en el Sur de California, y creció en China Hills, California. Comenzó a actuar a la edad de cuatro años y fue educada en su casa. Ella es de ascendencia China e Indonesia. Ella es la hermana menor de la también actriz Brianne Tju.

## Carrera
Su primera aparición en televisión fue el comercial de la cadena de restaurantes Pizza Hut, mientras que su primera aparición en una serie de televisión fue Hannah Montana de Disney Channel como la niña de siete años. Tju también ha aparecido en las series de televisión, película de televisión, largometrajes y un cortometrajes. Tju apareció en la serie del también Disney The Suite Life on Deck, quien lo interpretó London de joven en un episodio. Más tarde llegaron más apariciones en las series de televisión como Desperate Housewives, Jessie, Go On y The Thundermans. También apareció en la película original de Disney Channel Hermano Abeja como Tina de 2010. En 2013, Tju firmó un acuerdo de talentos con Nickelodeon después de participar en un escaparate en Los Angeles Groundlings Theater.
Su primer papel destacado como actriz de voz en la serie animada infantil de Nickelodeon Monsters vs. Aliens como Sqweep. Y más tarde, Tju consiguió su primer papel en el especial de televisión del también Nickelodeon, The Massively Mixed Up Middle School Mystery, donde interpreta a uno de los jóvenes detectives.
En la serie de televisión del también Nickelodeon Bella y los Bulldogs, Tju donde interpreta a Pepper Silverstein, la mejor amiga de la animadora del personaje de Brec Bassinger, Bella Dawson.

## Filmografía

### Películas
| Año  | Título                  | Rol            | Notas                  |
| ---- | ----------------------- | -------------- | ---------------------- |
| 2010 | Burning Palms           | Rose           |                        |
| 2010 | Den Brother             | Tina Destiny   | Película de televisión |
| 2016 | Rufus                   | Paige          | Película de televisión |
| 2017 | Rufus 2                 | Paige          | Película de televisión |
| 2019 | The Angry Birds Movie 2 | Samantha (Voz) |                        |
| 2021 | Arlo the Alligator Boy  | Alia (Voz)     |                        |

### Televisión
| Año           | Título                                       | Rol                    | Notas                                                  |
| ------------- | -------------------------------------------- | ---------------------- | ------------------------------------------------------ |
| 2008          | Hannah Montana                               | Chica                  | Episodio: "You Never Give Me My Money"                 |
| 2009          | Desperate Housewives                         | Pequeña niña #2        | Episodio: "Everybody Ought to Have a Maid"             |
| 2010          | The Suite Life on Deck                       | Joven Londres          | Episodio: "A London Carol"                             |
| 2012–2013     | Go On                                        | Abby                   | Episodios: "Dinner Takes All", "Ring and a Miss"       |
| 2013          | Jessie                                       | Eileen                 | Episodio: "Lizard Scales and Wrestling Tales"          |
| 2013–2014     | Monsters vs. Aliens                          | Sqweep                 | Rol recurrente, 18 episodios                           |
| 2014          | See Dad Run                                  | Violet                 | Episodio: "See Dad Ruin Joe's Teacher"                 |
| 2014          | The Thundermans                              | Darcy Wong             | Episodios: "Crime After Crime", "Pretty Little Choirs" |
| 2015          | The Massively Mixed-Up Middle School Mystery | Riley King             | Especial de televisión                                 |
| 2015–2016     | Bella and the Bulldogs                       | Pepper                 | Coprotagonista                                         |
| 2017          | Bones                                        | Meredith Hurley        | Episodio: "The Tutor in the Tussle"                    |
| 2017          | K.C. Undercover                              | Zoe                    | Episodio "Coopers on the Run"                          |
| 2018-presente | The Loud House                               | Stella                 | Secundario recurrente (actriz de voz)                  |
| 2018-2020     | Big Hero 6: The Series                       | Karmi                  | Secundario recurrente (actriz de voz)                  |
| 2018          | The Who Was? Show                            | Varios personajes      | Protagonista                                           |
| 2018          | Prince of Peoria                             | Braughner              | Rol recurrente                                         |
| 2018          | Kung Fu Panda: Pasos del destino             | Nu Hai (voz)           | Rol principal                                          |
| 2019          | NCIS                                         | Alexis                 | Episodio: "Daughters"                                  |
| 2019          | Where's Waldo?                               | Wenda (voz)            | Rol principal                                          |
| 2019          | Middle School Moguls                         | Yuna (voz)             | Coprotagonista                                         |
| 2019          | Schooled                                     | Marni                  | Rol recurrente, 4 episodios                            |
| 2019-2020     | Trinkets                                     | Rachelle Cohen-Strauss | Rol recurrente, 6 episodios                            |
| 2020          | Glitch Techs                                 | Lexi Kubota (voz)      | Secundario recurrente (actriz de voz)                  |
| 2020-2022     | Amphibia                                     | Marcy Wu (voz)         | Secundario recurrente (actriz de voz)                  |
| 2021          | I Heart Arlo                                 | Alia (voz)             | Papel de voz, serie de Netflix                         |
| 2021          | Padre de familia                             | Party Guest (Voz)      | Episodio: "Must Love Dogs"                             |
| 2022          | The Afterparty                               | Veronica               | Episodio: "Aniq"                                       |
| 2023          | The Proud Family: Louder and Prouder         | Debbie Chang (voz)     | Episodio: "Curved"                                     |